# Léon Bloy
Léon Bloy (født 11. juli 1846 – 3. november 1917) var en fransk forfatter som skrev romaner og poesi, essayer og pamfletter. Han boede i en periode i Danmark, hvor han boede i Kolding i 1899/1900.